# Lifelike (Karnivool)
Lifelike (reso graficamente L1FEL1KE) è un singolo del gruppo musicale australiano Karnivool, pubblicato nel 2002.

## Descrizione
Il singolo rappresenta l'ultima pubblicazione del gruppo con il batterista Ray Hawking, in seguito rimpiazzato da Steve Judd, e contiene due versioni del brano e due versioni dal vivo di Fade e Headcase, le cui versioni in studio sono tratte dal secondo EP Persona (2001).

## Tracce
1. Lifelike (M.C.F.M.O.A.C.R.4.R. - Edit)
2. Lifelike
3. Fade (Live)
4. Headcase (Live)

## Formazione
Gruppo
- Ian Kenny – voce, arrangiamento
- Drew Goddard – chitarra, arrangiamento
- Jon Stockman – basso, arrangiamento
- Ray Hawking – batteria, arrangiamento

Produzione
- Forrester Savell – produzione, missaggio, assistenza al mastering
- Karnivool – produzione, missaggio
- Martin Pullan – mastering